# Szendrő
Szendrő là một thành phố thuộc hạt Borsod-Abaúj-Zemplén, Hungary. Thành phố này có diện tích 53,56 km², dân số năm 2010 là 4183 người, mật độ 78 người/km².